# Evelyn Knight

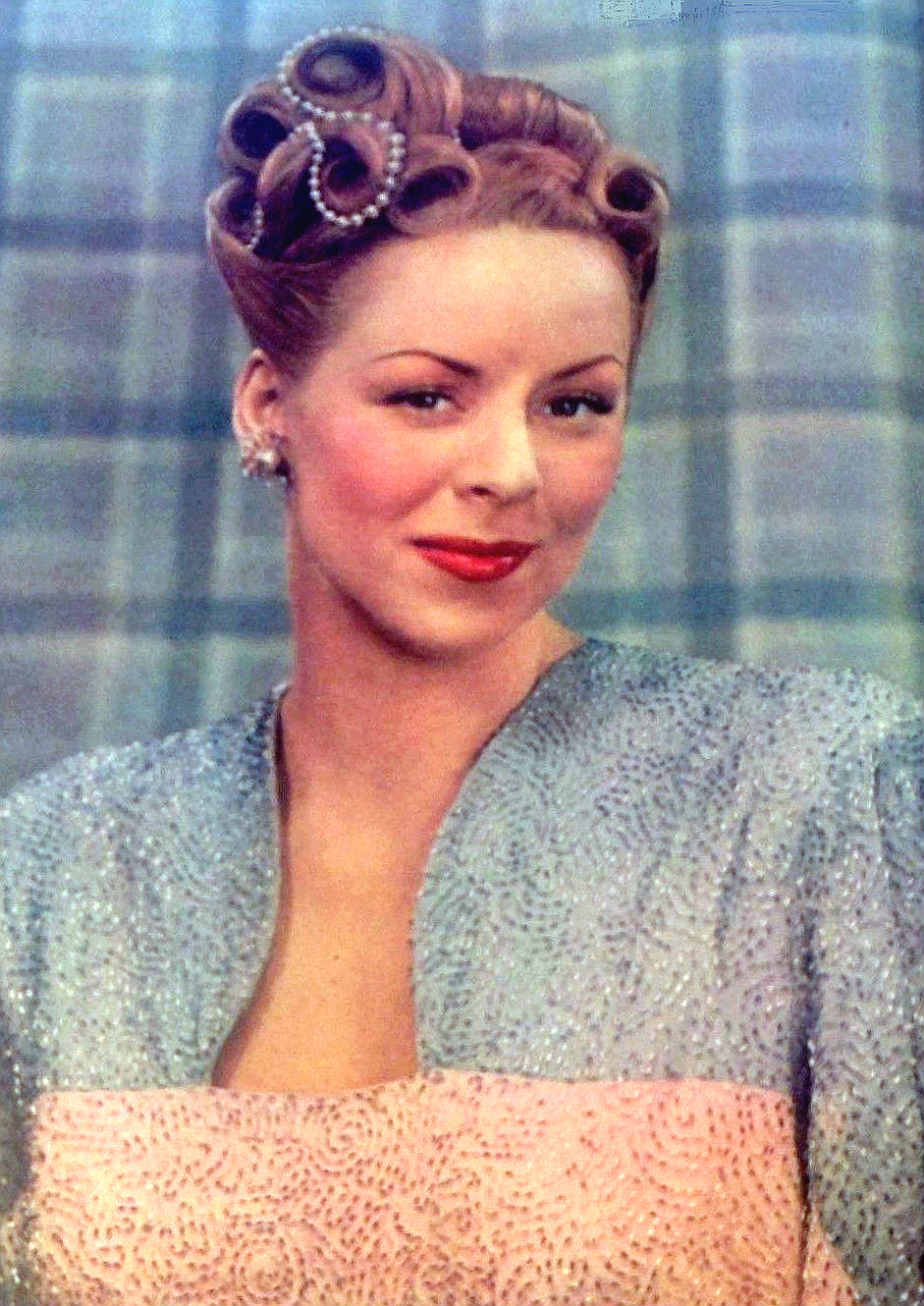
Fotografia Evelyn Knight pochodząca z The New York Sunday News, 1947.

Evelyn Knight (ur. 31 grudnia 1917 w Reedville w stanie Wirginia, zm. 28 września 2007 w San Jose w stanie Kalifornia) – amerykańska piosenkarka.
W czasie swojej kariery wprowadziła aż 13 swoich utworów na amerykańskie listy przebojów. Do jej najpopularniejszych utworów należą między innymi "Candy and Cake", oraz "A Little Bird Told Me" z 1949 r., z którym singel rozszedł się w nakładzie 2 mln egzemplarzy.